# Ektenie
Die Ektenie (altgriechisch ἐκτένεια ekténeia „Eifer, Inbrunst“) oder auch das diakonische Gebet ist ein litaneiartiges Fürbittengebet in der christlichen Liturgie, bei dem ein Diakon vom Lesepult aus die Fürbitten spricht, sich dann mit den Worten „Lasst uns den Herrn anrufen“  an die Gemeinde wendet, die daraufhin mit einem gemeinsamen Gebetsruf, z. B. „Kyrie eleison“, „Herr, erbarme dich“ oder „Gott, erhöre uns“, antwortet und damit das Gebet bestätigt und verstärkt. 
Diese Gebetsform wird hauptsächlich in der Göttlichen Liturgie und dem Stundengebet der Orthodoxen Kirchen praktiziert, sie hat sich aber inzwischen auch in katholischen und evangelischen Gottesdiensten etabliert, weil sie eine stärkere Einbindung der Gemeinde und eine Solidarisierung mit den vorgetragenen Bitten ermöglicht.
In vielen evangelischen Gottesdiensten wird die Ektenie vom Liturgen, vom Altar aus zur Gemeinde gewandt, praktiziert.
Das Gegenstück zur dialogischen Ektenie ist die monologische Prosphonese.